# HD 69863
HD 69863，又名CP-62 985，SAO 250164、HR 3260，是一颗恒星，视星等为5.16，位于銀經276.8，銀緯-15.13，其B1900.0坐标为赤經8h 13m 45s，赤緯-62° -15.13′ 25″。